# Toufiq Ibrahimi
Toufiq Ibrahimi est né à Rabat le 11 octobre 1958. Après avoir été diplômé[Lequel ?] du lycée militaire royal de Kénitra en 1977, il s'inscrit aux cours préparatoires du lycée Henri Poincaré de Nancy. Diplômé de Sup de Co Reims, il commence sa carrière dans le domaine commercial et marketing au sein du groupe Danone avant de rejoindre le groupe marocain YNNA Holding en 1988 à Paris.
Il rentre au Maroc en 1993 et rejoint la direction générale d'ASMA INVEST, une société d'investissement et de développement. Il est nommé par le roi Hassan II directeur général de l'Office National des Pêches, qu'il contribuera à moderniser, en août 1994. À partir de 2000, il décide de faire une pause dans sa carrière et de postuler pour un Master of Public Administration à la Kennedy School of Government de l'Université de Harvard, qu'il obtiendra en juillet 2001.
Le 2 août 2001, le Roi Mohamed VI le nomme président et directeur général de la COMANAV avec la responsabilité de restructurer la compagnie maritime du pays et de la préparer à la privatisation. CMA CGM, le troisième plus grand armateur mondial, a racheté COMANAV en 2007 et l'a transformé en un poste de PDG, qu'il a occupé jusqu'à sa nomination en 2010 par le Roi Mohamed VI, président de la Direction du port de Tanger Med. Répondant bien à la situation, Toufiq opte pour une performance Tanger Med[pas clair] qui s'appuie sur les outils et les services demandés par les investisseurs, qu'ils soient nationaux ou étrangers. De 2010 à 2012[réf. nécessaire], il est nommé président de la section natation du Raja Club Athletic.